# Botanisches Museum Greifswald

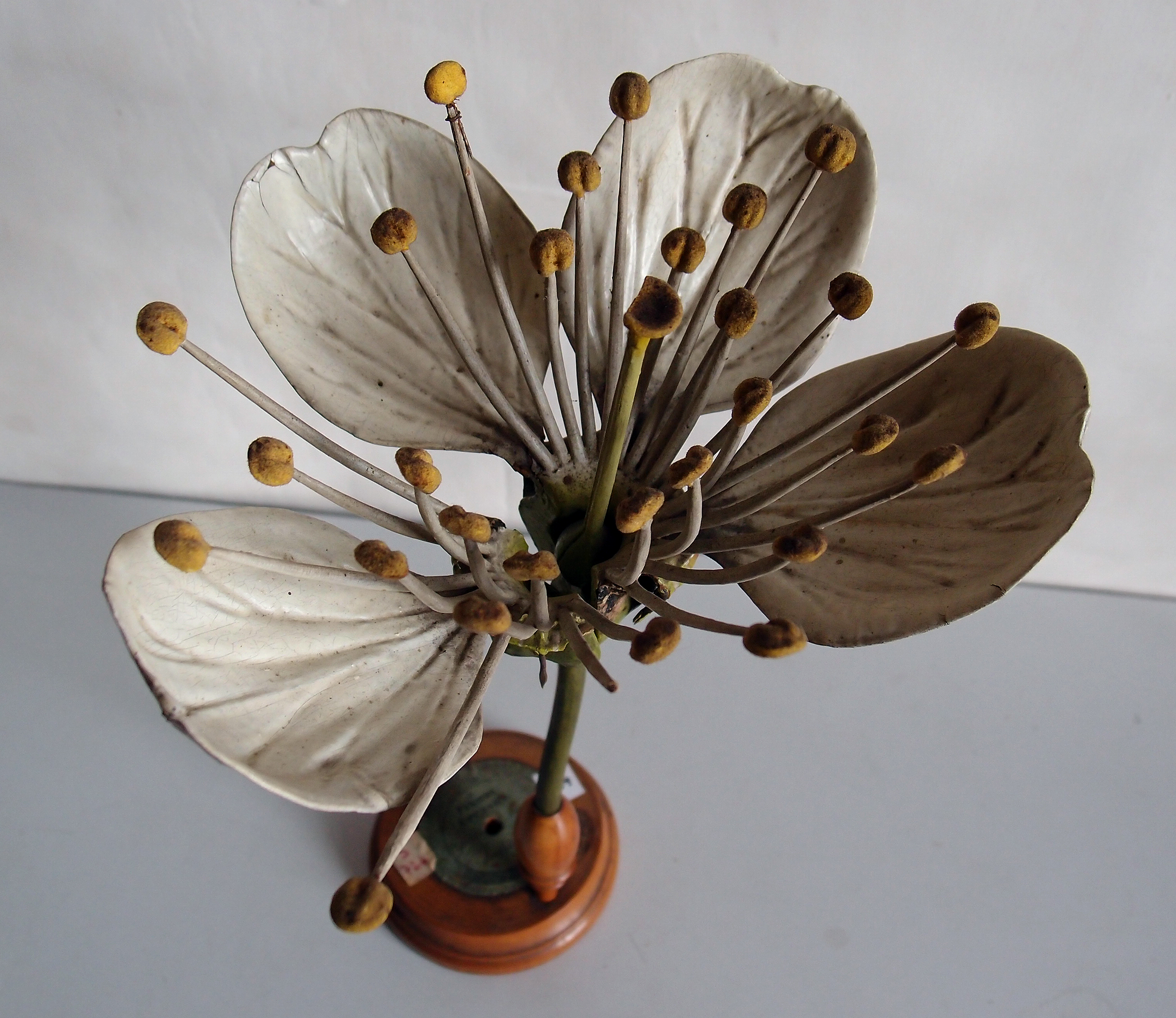
Brendel-Modell der Blüte einer Sauerkirsche, Lehrsammlung des Botanischen Museums

Das Botanische Museum Greifswald ist eine um 1850 durch Julius Münter begründete Einrichtung, die heute zum botanischen Institut der Universität Greifswald gehört. Das Museum ist die größte botanische Sammlung in Mecklenburg-Vorpommern und fungiert als Landesherbarium. Das Museum ist nicht öffentlich zugänglich.

## Geschichte
Die ältesten Belege für ein Herbarium in Greifswald finden sich im 18. Jahrhundert, als der Botanische Garten unter Samuel Gustav Wilcke eingerichtet wurde. Zwischen 1845 und 1855 wurde das Botanische Museum durch Julius Münter begründet, der mit seinen Assistenten Hermann Zabel und Ludwig Holtz überwiegend Objekte aus dem damaligen Neu-Vorpommern zusammentrug. Durch Tausch gelangten Objekte aus anderen Regionen nach Greifswald, zudem wurde eine umfangreiche Modellsammlung zu Lehrzwecken angelegt.

## Bestände
Die Sammlung umfasst verschiedene Naturalia wie Hölzer, Pflanzenpräparate und Drogen sowie Artificialia wie Modelle, Instrumente und Wandtafeln. Den Kern der Sammlung bilden einerseits das Herbarium mit rund 300.000 Belegen und andererseits die Lehrsammlung mit zahlreichen Modellen.
Das Herbarium Höhere Pflanzen (GFW) enthält Belege für zahlreiche ausgestorbene und bedrohte Pflanzen und ist zudem das größte seiner Art im Bundesland. Der Bestand umfasst ca. 250.000 Belege Farn- und Blütenpflanzen, 30.000 Algenbelege, 17.000 Moosbelege und 8.000 Flechten. Zur Lehrsammlung gehören zahlreiche Blütenmodelle der Modellbauer Robert Brendel, Reinhold Brendel und Paul Osterloh (1850–1929) sowie das „Arnoldsche Obst-Cabinet“ mit Modellen von 214 (ursprünglich 455) Obstsorten. Die Modelle des Obst-Cabinets wurden zwischen 1856 und 1899 in Gotha aus Porzellankompositionsmasse hergestellt.